# Lista de campeões mundiais de duplas (WWE, 1971–2010)

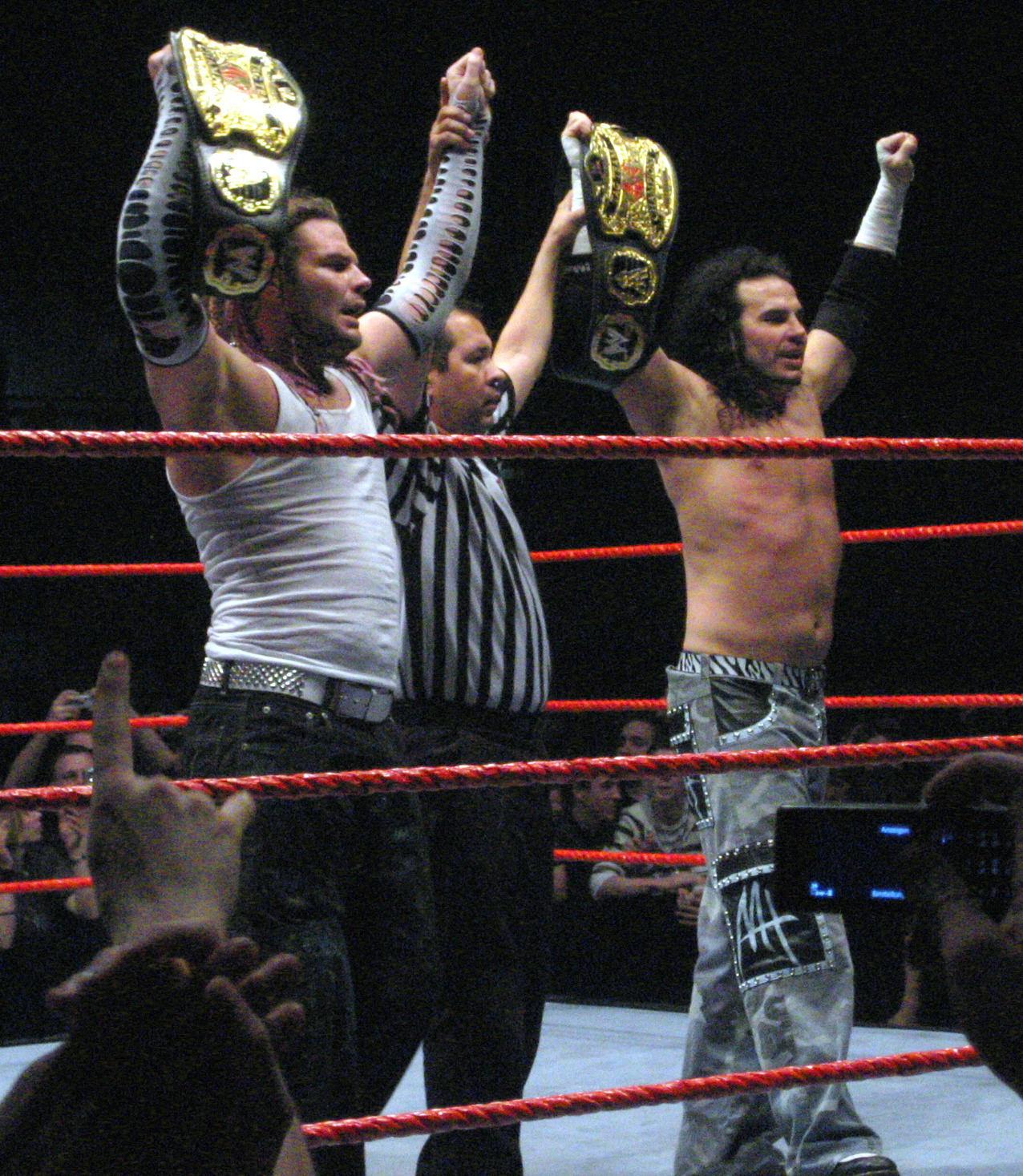
The Hardy Boyz (Jeff Hardy [esquerda] e Matt Hardy [direita]) durante seu sexto reinado como World Tag Team Champions em 2007.

Esta é uma lista dos campeões mundiais de duplas da WWE, que conquistaram o título de wrestling profissional da WWE. Foi o primeiro título mundial de duplas da empresa. Ele foi unificado ao WWE Tag Team Championship, sendo conhecido como o "Unified WWE Tag Team Championship". Em 16 de agosto de 2010, o World Tag Team Championship foi descategorizado em favor à história do WWE Tag Team Championship.
Existe um total de 164 campeões individuais e 113 duplas, combinando 176 reinados oficiais. O seguinte é uma lista cronológica dos times que venceram o World Tag Team Champions.

## História do título

### Nomes
| Nome                              | Anos                                       |
| --------------------------------- | ------------------------------------------ |
| WWWF World Tag Team Championship  | Junho de 1971 - Outubro de 1979            |
| WWF (World) Tag Team Championship | Outubro de 1979 - Maio de 2002             |
| WWE World Tag Team Championship   | Maio de 2002 - 14 de outubro de 2002       |
| World Tag Team Championship       | 14 de outubro de 2002 - 5 de abril de 2009 |
| Unified WWE Tag Team Championship | 5 de abril de 2009 - 16 de agosto de 2010  |

### Reinados
| #                                      | Lutadores                                                                                    | Reinados                              | Data                                  | Duração (dias)                        | Local                                 | Evento                                | Notas | Ref.                                  |
| Como WWWF World Tag Team Championship  | Como WWWF World Tag Team Championship                                                        | Como WWWF World Tag Team Championship | Como WWWF World Tag Team Championship | Como WWWF World Tag Team Championship | Como WWWF World Tag Team Championship | Como WWWF World Tag Team Championship | Como WWWF World Tag Team Championship | Como WWWF World Tag Team Championship |
| -------------------------------------- | -------------------------------------------------------------------------------------------- | ------------------------------------- | ------------------------------------- | ------------------------------------- | ------------------------------------- | ------------------------------------- | --- | ------------------------------------- |
| 1                                      | Luke Graham e Tarzan Tyler                                                                   | 1                                     | 3 de junho de 1971                    | 186                                   | Nova Orleãs, LA                       | Evento ao vivo                        | Derrotatam Dick the Bruiser e The Sheik na final de um torneio. | [ 1 ]                                 |
| 2                                      | Karl Gotch e Rene Goulet                                                                     | 1                                     | 6 de dezembro de 1971                 | 57                                    | Nova Iorque, NY                       | Evento ao vivo                        | | [ 1 ]                                 |
| 3                                      | King Curtis Iaukea e Mikel Scicluna                                                          | 1                                     | 1 de fevereiro de 1972                | 111                                   | Filadélfia, PA                        | Evento ao vivo                        | [ 1 ] |                                       |
| 4                                      | Sonny King e Chief Jay Strongbow                                                             | 1                                     | 22 de maio de 1972                    | 36                                    | Nova Iorque, NY                       | Evento ao vivo                        | [ 1 ] |                                       |
| 5                                      | Mr. Fuji e Professor Tanaka                                                                  | 1                                     | 27 de junho de 1972                   | 337                                   | Filadélfia, PA                        | Evento ao vivo                        | [ 1 ] |                                       |
| 6                                      | Haystacks Calhoun e Tony Garea                                                               | 1                                     | 30 de maio de 1973                    | 104                                   | Hamburg, PA                           | Evento ao vivo                        | [ 1 ] |                                       |
| 7                                      | Mr. Fuji e Professor Tanaka                                                                  | 2                                     | 11 de setembro de 1973                | 64                                    | Filadélfia, PA                        | Evento ao vivo                        | [ 1 ] |                                       |
| 8                                      | Tony Garea (2) e Dean Ho                                                                     | 1                                     | 14 de novembro de 1973                | 175                                   | Hamburg, PA                           | Evento ao vivo                        | [ 1 ] |                                       |
| 9                                      | Jimmy e Johnny Valiant                                                                       | 1                                     | 8 de maio de 1974                     | 370                                   | Hamburg, PA                           | Evento ao vivo                        | [ 1 ] |                                       |
| 10                                     | Dominic DeNucci e Victor Rivera/Pat Barrett                                                  | 1                                     | 13 de maio de 1975                    | 105                                   | Filadélfia, PA                        | Evento ao vivo                        | Rivera deixou a WWWF 19 de julho de 1975. DeNucci escolheu Barrett como seu substituto. | [ 1 ]                                 |
| 11                                     | The Blackjacks (Lanza e Mulligan)                                                            | 1                                     | 26 de agosto de 1975                  | 74                                    | Filadélfia, PA                        | Evento ao vivo                        | | [ 1 ]                                 |
| 12                                     | Louis Cerdan e Tony Parisi                                                                   | 1                                     | 8 de novembro de 1975                 | 185                                   | Filadélfia, PA                        | Evento ao vivo                        | [ 1 ] |                                       |
| 13                                     | The Executioners (#1 e #2)                                                                   | 1                                     | 11 de maio de 1976                    | 168                                   | Filadélfia, PA                        | Evento ao vivo                        | [ 1 ] |                                       |
| -                                      | Vago                                                                                         | -                                     | 26 de novembro de 1976                | 0                                     | Filadélfia, PA                        | Evento ao vivo                        | Perderam o título ao usar um terceiro Executioner. | [ 2 ]                                 |
| 14                                     | Chief Jay Strongbow (2) e Billy White Wolf                                                   | 1                                     | 7 de dezembro de 1976                 | 237†                                  | Filadélfia, PA                        | Evento ao vivo                        | Foi um torneio onde se devia derrotar três outros times, também envolvendo Tor Kamata e Nikolai Volkoff e The Executioners. | [ 1 ]                                 |
| -                                      | Vago                                                                                         | -                                     | Agosto de 1977                        | 0                                     | N/A                                   | N/A                                   | Vago quando Billy White Wolf lesionou seu pescoço em uma luta com Ken Patera. | [ 2 ]                                 |
| 15                                     | Mr. Fuji e Professor Tanaka                                                                  | 3                                     | 27 de setembro de 1977                | 168                                   | Filadélfia, PA                        | Evento ao vivo                        | Derrotou Tony Garea e Larry Zbyszko na final de um torneio. | [ 1 ]                                 |
| 16                                     | Dino Bravo e Dominic DeNucci (2)                                                             | 1                                     | 14 de março de 1978                   | 104                                   | Filadélfia, PA                        | Evento ao vivo                        | | [ 1 ]                                 |
| 17                                     | The Yukon Lumberjacks (Eric e Pierre)                                                        | 1                                     | 26 de junho de 1978                   | 148                                   | Nova Iorque, NY                       | Evento ao vivo                        | [ 1 ] |                                       |
| 18                                     | Tony Garea (3) e Larry Zbyszko                                                               | 1                                     | 21 de novembro de 1978                | 105                                   | Allentown, PA                         | Championship Wrestling                | [ 1 ] |                                       |
| 19                                     | Jerry e Johnny Valiant (2)                                                                   | 1                                     | 6 de março de 1979                    | 230                                   | Allentown, PA                         | Championship Wrestling                | [ 1 ] |                                       |
| 20                                     | Ivan Putski e Tito Santana                                                                   | 1                                     | 22 de outubro de 1979                 | 173                                   | Nova Iorque, NY                       | Evento ao vivo                        | [ 1 ] |                                       |
| Como WWF World Tag Team Championship   |                                                                                              |                                       |                                       |                                       |                                       |                                       | |                                       |
| 21                                     | The Wild Samoans (Afa e Sika)                                                                | 1                                     | 12 de abril de 1980                   | 119                                   | Filadélfia, PA                        | Evento ao vivo                        | | [ 1 ]                                 |
| 22                                     | Bob Backlund e Pedro Morales                                                                 | 1                                     | 9 de agosto de 1980                   | 1                                     | Nova Iorque, NY                       | Showdown at Shea (1980)               | Foi uma Two Out of Three Falls match vencida por Backlund e Morales por 2–0. | [ 1 ]                                 |
| -                                      | Vago                                                                                         | -                                     | 10 de agosto de 1980                  | 0                                     | N/A                                   | N/A                                   | Vago devido ao status de Backlund como Campeão dos Pesos-Pesados da WWF. | [ 2 ]                                 |
| 23                                     | The Wild Samoans                                                                             | 2                                     | 9 de setembro de 1980                 | 60                                    | Allentown, PA                         | Championship Wrestling                | Derrotaram Tony Garea & Rene Goulet nas finais de um torneio. | [ 1 ]                                 |
| 24                                     | Tony Garea (4) e Rick Martel                                                                 | 1                                     | 8 de novembro de 1980                 | 129                                   | Filadélfia, PA                        | Evento ao vivo                        | | [ 1 ]                                 |
| 25                                     | The Moondogs (Rex e King/Spot)                                                               | 1                                     | 7 de março de 1981                    | 126                                   | Allentown, PA                         | Championship Wrestling                | King é substituido por Spot em 1° de maio quando é impossibilitado de entrar no país. | [ 1 ]                                 |
| 26                                     | Tony Garea (5) e Rick Martel (2)                                                             | 2                                     | 21 de julho de 1981                   | 84                                    | Allentown, PA                         | Championship Wrestling                | | [ 1 ]                                 |
| 27                                     | Mr. Fuji (4) e Mr. Saito                                                                     | 1                                     | 13 de outubro de 1981                 | 258                                   | Allentown, PA                         | Championship Wrestling                | | [ 1 ]                                 |
| 28                                     | Chief Jay (3) e Jules Strongbow                                                              | 1                                     | 28 de junho de 1982                   | 15                                    | Nova Iorque, NY                       | Evento ao vivo                        | | [ 1 ]                                 |
| 29                                     | Mr. Fuji (5) e Mr. Saito (2)                                                                 | 2                                     | 13 de julho de 1982                   | 105                                   | Allentown, PA                         | Championship Wrestling                | | [ 1 ]                                 |
| 30                                     | Chief Jay (4) e Jules Strongbow (2)                                                          | 2                                     | 26 de outubro de 1982                 | 133                                   | Allentown, PA                         | Championship Wrestling                | | [ 1 ]                                 |
| 31                                     | The Wild Samoans                                                                             | 3                                     | 8 de março de 1983                    | 252                                   | Allentown, PA                         | Championship Wrestling                | | [ 3 ]                                 |
| 32                                     | Tony Atlas e Rocky Johnson                                                                   | 1                                     | 15 de novembro de 1983                | 154                                   | Allentown, PA                         | Championship Wrestling                | | [ 4 ]                                 |
| 33                                     | Adrian Adonis e Dick Murdoch                                                                 | 1                                     | 17 de abril de 1984                   | 279                                   | Hamburg, PA                           | Championship Wrestling                | | [ 5 ]                                 |
| 34                                     | The U.S. Express (Mike Rotundo e Barry Windham)                                              | 1                                     | 21 de janeiro de 1985                 | 69                                    | Hartford, CT                          | Evento ao vivo                        | | [ 6 ]                                 |
| 35                                     | The Iron Sheik e Nikolai Volkoff                                                             | 1                                     | 31 de março de 1985                   | 78                                    | Nova Iorque, NY                       | WrestleMania                          | | [ 7 ]                                 |
| 36                                     | The U.S. Express                                                                             | 2                                     | 17 de junho de 1985                   | 68                                    | Poughkeepsie, NY                      | Championship Wrestling                | | [ 7 ]                                 |
| 37                                     | The Dream Team (Brutus Beefcake e Greg Valentine)                                            | 1                                     | 24 de agosto de 1985                  | 226                                   | Filadélfia, PA                        | Evento ao vivo                        | | [ 8 ]                                 |
| 38                                     | The British Bulldogs (Dynamite Kid e Davey Boy Smith)                                        | 1                                     | 7 de abril de 1986                    | 294                                   | Rosemont, IL                          | WrestleMania 2                        | | [ 9 ]                                 |
| 39                                     | The Hart Foundation (Bret Hart e Jim Neidhart)                                               | 1                                     | 26 de janeiro de 1987                 | 274                                   | Tampa, FL                             | Superstars                            | O juíz Danny Davis foi parcial em relação à Hart e Neidhart, sendo demitido pelo então presidente da WWF Jack Tunney mais tarde. | [ 10 ]                                |
| 40                                     | Strike Force (Rick Martel (3) e Tito Santana (2))                                            | 1                                     | 27 de outubro de 1987                 | 152                                   | Syracuse, NY                          | Superstars                            | | [ 11 ]                                |
| 41                                     | Demolition (Ax e Smash)                                                                      | 1                                     | 27 de março de 1988                   | 478                                   | Atlantic City, NJ                     | WrestleMania IV                       | Reinado mais longo. | [ 12 ]                                |
| 42                                     | The Brain Busters (Arn Eerson e Tully Blanchard)                                             | 1                                     | 18 de julho de 1989                   | 76                                    | Worcester, MA                         | Saturday Night's Main Event           | Foi uma Two Out of Three Falls match vencida pelos Brain Busters por 2–1. Exibido em 29 de julho de 1989. | [ 13 ]                                |
| 43                                     | Demolition                                                                                   | 2                                     | 2 de outubro de 1989                  | 72                                    | Wheeling, WV                          | Superstars                            | | [ 14 ]                                |
| 44                                     | The Colossal Connection (Eré the Giant e Haku)                                               | 1                                     | 13 de dezembro de 1989                | 109                                   | Huntsville, AL                        | Superstars                            | | [ 15 ]                                |
| 45                                     | Demolition (Ax (3), Smash (3) e Crush)                                                       | 3                                     | 1 de abril de 1990                    | 148                                   | Toronto, ON                           | WrestleMania VI                       | Crush se uniu à Demolition durante o reinado; a regra dos Freebirds é usada, permitindo a qualquer dois membros do grupo defender os títulos. | [ 16 ]                                |
| 46                                     | The Hart Foundation                                                                          | 2                                     | 27 de agosto de 1990                  | 209                                   | Filadélfia, PA                        | SummerSlam (1990)                     | Foi uma Two Out of Three Falls match vencida pela Hart Foundation por 2–1. Em 30 de outubro, em Fort Wayne, IN em outro evento ao vivo, The Rockers (Shawn Michaels e Marty Jannetty) derrotaram a Hart Foundation e reinaram com os títulos por vários dias; no entanto, Jack Tunney anunciou que a decisão foi revertida por defeitos no ringue, fazendo com que a vitória nunca fosse oficializada. | [ 17 ]                                |
| 47                                     | The Nasty Boys (Brian Knobbs e Jerry Sags)                                                   | 1                                     | 24 de março de 1991                   | 155                                   | Los Angeles, CA                       | WrestleMania VII                      | | [ 18 ]                                |
| 48                                     | The Legion of Doom (Animal e Hawk)                                                           | 1                                     | 26 de agosto de 1991                  | 165                                   | Nova Iorque, NY                       | SummerSlam (1991)                     | | [ 18 ]                                |
| 49                                     | Money Inc. (Ted DiBiase e Irwin R. Schyster (3)) (I.R.S., antes conhecido como Mike Rotundo) | 1                                     | 7 de fevereiro de 1992                | 164                                   | Denver, CO                            | Evento ao vivo                        | | [ 19 ]                                |
| 50                                     | The Natural Disasters (Earthquake e Typhoon)                                                 | 1                                     | 20 de julho de 1992                   | 85                                    | Worcester, MA                         | Evento ao vivo                        | | [ 20 ]                                |
| 51                                     | Money, Inc. (Ted DiBiase (2) e I.R.S. (4))                                                   | 2                                     | 13 de outubro de 1992                 | 244                                   | Regina, SK                            | Wrestling Challenge                   | | [ 21 ]                                |
| 52                                     | The Steiner Brothers (Rick e Scott)                                                          | 1                                     | 14 de junho de 1993                   | 2                                     | Columbus, OH                          | Raw                                   | | [ 22 ]                                |
| 53                                     | Money, Inc. (Ted DiBiase (3) e I.R.S. (5))                                                   | 3                                     | 16 de junho de 1993                   | 3                                     | Rockford, IL                          | Evento ao vivo                        | | [ 23 ]                                |
| 56                                     | The Steiner Brothers                                                                         | 2                                     | 19 de junho de 1993                   | 86                                    | St. Louis, MO                         | Evento ao vivo                        | | [ 24 ]                                |
| 56                                     | The Quebecers (Pierre e Jacques)                                                             | 1                                     | 13 de setembro de 1993                | 119                                   | Nova Iorque, NY                       | Raw                                   | Foi uma luta sob as regras da Província-de-Quebec ("Province-of-Quebec"), o que permitia que os títulos mudassem de mãos por desqualificação. The Quebecers ganharam quando os Steiner Brothers usaram um bastão de hockey. | [ 25 ]                                |
| 57                                     | The 1–2–3 Kid e Marty Jannetty                                                               | 1                                     | 10 de janeiro de 1994                 | 7                                     | Richmond, VA                          | Raw                                   | | [ 26 ]                                |
| 58                                     | The Quebecers                                                                                | 2                                     | 17 de janeiro de 1994                 | 71                                    | Nova Iorque, NY                       | Raw                                   | | [ 27 ]                                |
| 59                                     | Men on a Mission (Mabel e Mo)                                                                | 1                                     | 29 de março de 1994                   | 2                                     | Londre, Inglaterra                    | Evento ao vivo                        | | [ 28 ]                                |
| 60                                     | The Quebecers                                                                                | 3                                     | 31 de março de 1994                   | 26                                    | Sheffield, Engle                      | Evento ao vivo                        | | [ 29 ]                                |
| 61                                     | The Headshrinkers (Fatu e Samu)                                                              | 1                                     | 26 de abril de 1994                   | 124                                   | Burlington, VT                        | Raw                                   | | [ 30 ]                                |
| 62                                     | Shawn Michaels e Diesel                                                                      | 1                                     | 28 de agosto de 1994                  | 87                                    | Indianapolis, IN                      | Evento ao vivo                        | | [ 31 ]                                |
| -                                      | Vago                                                                                         | -                                     | 23 de novembro de 1994                | 0                                     | San Antonio, TX                       | Survivor Series (1994)                | Vago quando Diesel e Michaels acabaram com a dupla. | [ 32 ]                                |
| 63                                     | The 1–2–3 Kid (2) e Bob Holly                                                                | 1                                     | 22 de janeiro de 1995                 | 1                                     | Tampa, FL                             | Royal Rumble (1995)                   | Derrotaram Bam Bam Bigelow e Tatanka nas finais de um torneio. | [ 32 ]                                |
| 64                                     | The Smoking Gunns (Billy e Bart)                                                             | 1                                     | 23 de janeiro de 1995                 | 69                                    | Palmetto, FL                          | Raw                                   | | [ 33 ]                                |
| 65                                     | Owen Hart e Yokozuna                                                                         | 1                                     | 2 de abril de 1995                    | 175                                   | Hartford, CT                          | WrestleMania XI                       | | [ 34 ]                                |
| 66                                     | Shawn Michaels e Diesel                                                                      | 2                                     | 24 de setembro de 1995                | 1                                     | Saginaw, MI                           | In Your House 3: Triple Header        | Essa luta também foi pelo WWF Championship de Diesen e pelo Intercontinental Championship de Michaels. No entanto, como Hart não conseguiu chegar ao evento, foi substituído por British Bulldog. Durante a luta, Owen foi ao ringue, sofrendo o pinfall, mesmo não estando oficialmente na luta. | [ 35 ]                                |
| 67                                     | Owen Hart (2) e Yokozuna (2)                                                                 | 2                                     | 25 de setembro de 1995                | 0                                     | Grand Rapids, MI                      | Raw                                   | Devido à controvérsia, o título foi dado à Hart e Yokozuna na noite seguinte, no Raw em Grand Rapids, MI. | [ 36 ]                                |
| 68                                     | The Smoking Gunns                                                                            | 2                                     | 25 de setembro de 1995                | 143                                   | Grand Rapids, MI                      | Raw                                   | The Smoking Gunns derrotaram os campeões Owen Hart e Yokozuna. | [ 37 ]                                |
| -                                      | Vago                                                                                         | -                                     | 15 de fevereiro de 1996               | 0                                     | N/A                                   | N/A                                   | Vago quando Billy Gunn lesionou o pescoço. | [ 38 ]                                |
| 69                                     | The Bodydonnas (Skip e Zip)                                                                  | 1                                     | 31 de março de 1996                   | 49                                    | Anaheim, CA                           | WrestleMania XII                      | Derrotaram The Godwinns nas finais de um torneio. | [ 38 ]                                |
| 70                                     | The Godwinns (Henry e Phineas)                                                               | 1                                     | 19 de maio de 1996                    | 7                                     | Nova Iorque, NY                       | Evento ao vivo                        | | [ 39 ]                                |
| 71                                     | The Smoking Gunns                                                                            | 3                                     | 26 de maio de 1996                    | 119                                   | Florence, SC                          | In Your House: Beware of Dog          | | [ 40 ]                                |
| 72                                     | The British Bulldog (2) e Owen Hart (3)                                                      | 1                                     | 22 de setembro de 1996                | 245                                   | Filadélfia, PA                        | In Your House: Mind Games             | | [ 41 ]                                |
| 73                                     | Steve Austin e Shawn Michaels (3)                                                            | 1                                     | 25 de maio de 1997                    | 50                                    | Evansville, IN                        | Raw                                   | | [ 42 ]                                |
| -                                      | Vago                                                                                         | -                                     | 14 de julho de 1997                   | 0                                     | San Antonio, TX                       | Raw                                   | Vago após Michaels se lesionar. | [ 43 ]                                |
| 74                                     | Steve Austin (2) e Dude Love                                                                 | 1                                     | 14 de julho de 1997                   | 55                                    | San Antonio, TX                       | Raw                                   | Derrotaram The British Bulldog e Owen Hart, que haviam vencido um torneio para enfrentar Austin e um parceiro de sua escolha. | [ 43 ]                                |
| -                                      | Vago                                                                                         | -                                     | 7 de setembro de 1997                 | 0                                     | Louisville, KY                        | In Your House: Ground Zero            | Vago quando Austin lesionou seu pescoço. | [ 44 ]                                |
| 75                                     | The Headbangers (Mosh e Thrasher)                                                            | 1                                     | 7 de setembro de 1997                 | 28                                    | Louisville, KY                        | In Your House: Ground Zero            | Foi yma Fatal 4-Way Elimination match também envolvendo os Godwinns, a Legion of Doom e British Bulldog e Owen Hart. | [ 44 ]                                |
| 76                                     | The Godwinns                                                                                 | 2                                     | 5 de outubro de 1997                  | 2                                     | St. Louis, MO                         | Badd Blood: In Your House             | | [ 45 ]                                |
| 77                                     | The Legion of Doom                                                                           | 2                                     | 7 de outubro de 1997                  | 48                                    | Topeka, KS                            | Raw                                   | | [ 46 ]                                |
| 78                                     | The New Age Outlaws (Billy Gunn (4) e Road Dogg)                                             | 1                                     | 24 de novembro de 1997                | 125                                   | Fayetteville, NC                      | Raw                                   | | [ 47 ]                                |
| 79                                     | Cactus Jack (2) e Chainsaw Charlie                                                           | 1                                     | 29 de março de 1998                   | 1                                     | Boston, MA                            | WrestleMania XIV                      | Foi uma Dumpster match. | [ 48 ]                                |
| -                                      | Vago                                                                                         | -                                     | 30 de março de 1998                   | 0                                     | Albany, NY                            | Raw                                   | Retirado da dupla quando New Age Outlaws não foram colocados nas lixeiras designadas durante a luta. | [ 49 ]                                |
| 80                                     | The New Age Outlaws (Billy Gunn (5) e Road Dogg (2))                                         | 2                                     | 30 de março de 1998                   | 105                                   | Albany, NY                            | Raw                                   | Derrotaram Cactus Jack e Chainsaw Charlie em uma Steel Cage match. | [ 49 ]                                |
| 81                                     | Kane e Mankind (3)                                                                           | 1                                     | 13 de julho de 1998                   | 13                                    | East Rutherford, NJ                   | Raw                                   | | [ 50 ]                                |
| 82                                     | Steve Austin (3) e The Undertaker                                                            | 1                                     | 26 de julho de 1998                   | 15                                    | Fresno, CA                            | Fully Loaded: In Your House           | | [ 51 ]                                |
| 83                                     | Kane (2) e Mankind (4)                                                                       | 2                                     | 10 de agosto de 1998                  | 20                                    | Omaha, NE                             | Raw                                   | Foi uma Fatal 4-Way match também envolvendo New Age Outlaws e D-Lo Brown e The Rock. | [ 52 ]                                |
| 84                                     | The New Age Outlaws (Billy Gunn (6) e Road Dogg (3))                                         | 3                                     | 30 de agosto de 1998                  | 106                                   | Nova Iorque, NY                       | SummerSlam (1998)                     | Foi uma Falls Count Anywhere match. | [ 53 ]                                |
| 85                                     | The Big Boss Man e Ken Shamrock                                                              | 1                                     | 14 de dezembro de 1998                | 42                                    | Tacoma, WA                            | Raw                                   | | [ 54 ]                                |
| 86                                     | Jeff Jarrett e Owen Hart (4)                                                                 | 1                                     | 25 de janeiro de 1999                 | 64                                    | Phoenix, AZ                           | Raw                                   | | [ 55 ]                                |
| 87                                     | Kane (3) e X-Pac (3)                                                                         | 1                                     | 30 de março de 1999                   | 56                                    | Uniondale, NY                         | Raw                                   | | [ 56 ]                                |
| 88                                     | The Acolytes (Bradshaw e Faarooq)                                                            | 1                                     | 25 de maio de 1999                    | 35                                    | Moline, IL                            | Raw                                   | Exibido em 31 de maio de 1999. | [ 57 ]                                |
| 89                                     | The Hardy Boyz (Matt Hardy e Jeff Hardy)                                                     | 1                                     | 29 de junho de 1999                   | 26                                    | Fayetteville, NC                      | Raw                                   | Exibido em 5 de julho de 1999. | [ 58 ]                                |
| 90                                     | The Acolytes                                                                                 | 2                                     | 25 de julho de 1999                   | 15                                    | Buffalo, NY                           | Fully Loaded (1999)                   | Foi uma Handicap match onde Michael Hayes lutou junto com os Hardy Boyz (Matt Hardy e Jeff Hardy). | [ 59 ]                                |
| 91                                     | Kane (4) e X-Pac (4)                                                                         | 2                                     | 9 de agosto de 1999                   | 13                                    | Rosemont, IL                          | Raw                                   | | [ 60 ]                                |
| 92                                     | The Unholy Alliance (Big Show e The Undertaker (2))                                          | 1                                     | 22 de agosto de 1999                  | 8                                     | Minneapolis, MN                       | SummerSlam (1999)                     | | [ 61 ]                                |
| 93                                     | The Rock 'n' Sock Connection (Mankind (5) e The Rock)                                        | 1                                     | 30 de agosto de 1999                  | 8                                     | Boston, MA                            | Raw                                   | | [ 62 ]                                |
| 94                                     | The Unholy Alliance (The Big Show (2) e The Undertaker (3))                                  | 2                                     | 7 de setembro de 1999                 | 13                                    | Albany, NY                            | SmackDown!                            | Foi uma Buried Alive match, exibida em 9 e setembro de 1999. | [ 63 ]                                |
| 95                                     | The Rock 'n' Sock Connection (Mankind (6) e The Rock (2))                                    | 2                                     | 20 de setembro de 1999                | 1                                     | Houston, TX                           | Raw                                   | Foi uma luta sob "Dark Side Rules," significando que todos os membros do Ministry of Darkness estavam legalmente na luta. | [ 64 ]                                |
| 96                                     | The New Age Outlaws (Billy Gunn (7) e Road Dogg (4))                                         | 4                                     | 21 de setembro de 1999                | 21                                    | Dallas, TX                            | SmackDown!                            | Exibido em 23 de setembro de 1999. | [ 65 ]                                |
| 97                                     | The Rock 'n' Sock Connection (Mankind (7) e The Rock(3)                                      | 3                                     | 12 de outubro de 1999                 | 6                                     | Birmingham, AL                        | SmackDown!                            | Exibido em 14 de outubro de 1999. | [ 62 ]                                |
| 98                                     | The Holly Cousins (Crash Holly e Hardcore Holly (2)                                          | 1                                     | 18 de outubro de 1999                 | 15                                    | Columbus, OH                          | Raw                                   | | [ 66 ]                                |
| 99                                     | Mankind (8) e Al Snow                                                                        | 1                                     | 2 de novembro de 1999                 | 6                                     | Filadélfia, PA                        | SmackDown!                            | Exibido em 4 de novembro de 1999. | [ 67 ]                                |
| 100                                    | The New Age Outlaws (Billy Gunn (8) e Road Dogg (5))                                         | 5                                     | 8 de novembro de 1999                 | 111                                   | State College, PA                     | Raw                                   | | [ 68 ]                                |
| 101                                    | The Dudley Boyz (Bubba Ray e D-Von)                                                          | 1                                     | 27 de fevereiro de 2000               | 35                                    | Hartford, CT                          | No Way Out (2000)                     | | [ 69 ]                                |
| 102                                    | Edge e Christian                                                                             | 1                                     | 2 de abril de 2000                    | 57                                    | Anaheim, CA                           | WrestleMania 2000                     | Foi uma Triangle ladder match também envolvendo os Hardy Boyz (Matt Hardy e Jeff Hardy). | [ 70 ]                                |
| 103                                    | Too Cool (Grand Master Sexay e Scotty 2 Hotty)                                               | 1                                     | 29 de maio de 2000                    | 27                                    | Vancouver, BC                         | Raw                                   | | [ 71 ]                                |
| 104                                    | Edge e Christian                                                                             | 2                                     | 25 de junho de 2000                   | 91                                    | Boston, MA                            | King of the Ring (2000)               | Foi uma Four-Way Elimination match também envolvendo os Hardy Boyz (Matt Hardy e Jeff Hardy) e T & A (Test e Albert. | [ 72 ]                                |
| 105                                    | The Hardy Boyz (Matt Hardy e Jeff Hardy)                                                     | 2                                     | 24 de setembro de 2000                | 28                                    | Filadélfia, PA                        | Unforgiven (2000)                     | Foi uma Steel Cage match. | [ 73 ]                                |
| 106                                    | Edge e Christian                                                                             | 3                                     | 22 de outubro de 2000                 | 1                                     | Albany, NY                            | No Mercy (2000)                       | Christian & Edge lutaram como Los Conquistadores, pelo fato de estarem proibidos de enfrentar os Hardys. | [ 74 ]                                |
| 107                                    | The Hardy Boyz (Matt Hardy e Jeff Hardy)                                                     | 3                                     | 23 de outubro de 2000                 | 14                                    | Hartford, CT                          | Raw                                   | The Hardy Boyz lutaram como Los Conquistadores. | [ 75 ]                                |
| 108                                    | Right to Censor (Bull Buchanan e The Goodfather)                                             | 1                                     | 6 de novembro de 2000                 | 34                                    | Houston, TX                           | Raw                                   | | [ 76 ]                                |
| 109                                    | Edge e Christian                                                                             | 4                                     | 10 de dezembro de 2000                | 8                                     | Birmingham, AL                        | Armageddon (2000)                     | Foi uma Four-Way match também envolvendo os Dudley Boyz, Bull Buchanan e The Goodfather, e Road Dogg e K-Kwik. | [ 77 ]                                |
| 110                                    | The Rock (4) e The Undertaker (4)                                                            | 1                                     | 18 de dezembro de 2000                | 1                                     | Greenville, SC                        | Raw                                   | | [ 78 ]                                |
| 111                                    | Edge e Christian                                                                             | 5                                     | 19 de dezembro de 2000                | 33                                    | Charlotte, NC                         | SmackDown!                            | Kurt Angle foi o juíz da luta. Exibido em 21 de dezembro de 2000. | [ 79 ]                                |
| 112                                    | The Dudley Boyz                                                                              | 2                                     | 21 de janeiro de 2001                 | 43                                    | Nova Orleães, LA                      | Royal Rumble (2001)                   | | [ 80 ]                                |
| 113                                    | The Hardy Boyz (Matt Hardy e Jeff Hardy)                                                     | 4                                     | 5 de março de 2001                    | 14                                    | Washington, D.C.                      | Raw                                   | | [ 81 ]                                |
| 114                                    | Edge e Christian                                                                             | 6                                     | 19 de março de 2001                   | 0                                     | Albany, NY                            | Raw                                   | A luta seria para os Dudley Boyz, mas Edge e Christian afirmaram que a dupla não estava na arena, os substituindo. | [ 82 ]                                |
| 115                                    | The Dudley Boyz                                                                              | 3                                     | 19 de março de 2001                   | 13                                    | Albany, NY                            | Raw                                   | | [ 83 ]                                |
| 116                                    | Edge e Christian                                                                             | 7                                     | 1 de abril de 2001                    | 16                                    | Houston, TX                           | WrestleMania X-Seven                  | Foi uma Tables, Ladders, e Chairs match também envolvendo os Hardy Boyz. | [ 84 ]                                |
| 117                                    | The Brothers of Destruction (The Undertaker (5) e Kane (5))                                  | 1                                     | 7 de abril de 2001                    | 12                                    | Nashville, TN                         | SmackDown!                            | Exibido em 19 de abril de 2001. | [ 85 ]                                |
| 118                                    | The Two-Man Power Trip (Steve Austin (4) e Triple H)                                         | 1                                     | 29 de abril de 2001                   | 22                                    | Rosemont, IL                          | Backlash (2001)                       | A luta também valia pelo WWF Championship de Austin e pelo Intercontinental Championship de Triple H. | [ 86 ]                                |
| 119                                    | Chris Benoit e Chris Jericho                                                                 | 1                                     | 21 de maio de 2001                    | 29                                    | San Jose, CA                          | Raw                                   | | [ 87 ]                                |
| 120                                    | The Dudley Boyz                                                                              | 4                                     | 19 de junho de 2001                   | 20                                    | Orleo, FL                             | SmackDown!                            | Exibido em 21 de junho de 2001. | [ 88 ]                                |
| 121                                    | The APA (antes conhecidos como "The Acolytes")                                               | 3                                     | 9 de julho de 2001                    | 29                                    | Atlanta, GA                           | Raw                                   | | [ 89 ]                                |
| 122                                    | Diamond Dallas Page e Chris Kanyon                                                           | 1                                     | 9 de agosto de 2001                   | 9                                     | Los Angeles, CA                       | SmackDown!                            | Exibido em 9 de agosto de 2001. | [ 90 ]                                |
| 123                                    | The Brothers of Destruction (The Undertaker (6) e Kane (6))                                  | 2                                     | 19 de agosto de 2001                  | 29                                    | San Jose, CA                          | SummerSlam (2001)                     | Foi uma Steel Cage match também pelo WCW Tag Team Championships de Kane e Undertaker. | [ 91 ]                                |
| 124                                    | The Dudley Boyz                                                                              | 5                                     | 17 de setembro de 2001                | 35                                    | Nashville, TN                         | Raw                                   | | [ 92 ]                                |
| 125                                    | Chris Jericho (2) e The Rock (5)                                                             | 1                                     | 22 de outubro de 2001                 | 8                                     | Kansas City, MO                       | Raw                                   | | [ 93 ]                                |
| 126                                    | Booker T e Test                                                                              | 1                                     | 30 de outubro de 2001                 | 13                                    | Cincinnati, OH                        | SmackDown!                            | Exibido em 1 de novembro de 2001. | [ 94 ]                                |
| 127                                    | The Hardy Boyz (Matt Hardy e Jeff Hardy)                                                     | 5                                     | 12 de novembro de 2001                | 6                                     | Boston, MA                            | Raw                                   | | [ 95 ]                                |
| 128                                    | The Dudley Boyz                                                                              | 6                                     | 18 de novembro de 2001                | 50                                    | Greensboro, NC                        | Survivor Series (2001)                | Foi uma Steel Cage match para unificar o WWF e o WCW Tag Team Championship. | [ 96 ]                                |
| 129                                    | Spike Dudley e Tazz                                                                          | 1                                     | 7 de janeiro de 2002                  | 43                                    | Nova Iorque, NY                       | Raw                                   | Foi uma Hardcore match. | [ 97 ]                                |
| 130                                    | Billy (9) e Chuck                                                                            | 1                                     | 19 de fevereiro de 2002               | 89                                    | Rockford, IL                          | SmackDown!                            | Exibido em 21 de fevereiro 2002. | [ 98 ]                                |
| Como WWE World Tag Team Championship   |                                                                                              |                                       |                                       |                                       |                                       |                                       | |                                       |
| 131                                    | Rico e Rikishi (2)                                                                           | 1                                     | 19 de maio de 2002                    | 16                                    | Nashville, TN                         | Judgment Day (2002)                   | | [ 99 ]                                |
| 132                                    | Billy (10) e Chuck (2)                                                                       | 2                                     | 4 de junho de 2002                    | 28                                    | Oklahoma City, OK                     | SmackDown!                            | Foi uma Elimination match, exibido em 6 de junho de 2002. | [ 100 ]                               |
| 133                                    | Edge (8) e Hulk Hogan                                                                        | 1                                     | 2 de julho de 2002                    | 19                                    | Boston, MA                            | SmackDown!                            | Exibido em 4 de julho de 2002. | [ 101 ]                               |
| 134                                    | The Un-Americans (Christian (8) e Lance Storm)                                               | 1                                     | 21 de julho de 2002                   | 64                                    | Detroit, MI                           | Vengeance (2002)                      | | [ 102 ]                               |
| 135                                    | The Hurricane e Kane (7)                                                                     | 1                                     | 23 de setembro de 2002                | 21                                    | Anaheim, CA                           | Raw                                   | | [ 103 ]                               |
| 136                                    | Christian (9) e Chris Jericho (3)                                                            | 1                                     | 14 de outubro de 2002                 | 62                                    | Montreal, QC                          | Raw                                   | | [ 104 ]                               |
| Como World Tag Team Championship       |                                                                                              |                                       |                                       |                                       |                                       |                                       | |                                       |
| 137                                    | Booker T (2) e Goldust                                                                       | 1                                     | 15 de dezembro de 2002                | 22                                    | Fort Lauderdale, FL                   | Armageddon (2002)                     | Foi uma Four-Way Elimination match também envolvendo os Dudley Boyz e William Regal e Lance Storm. | [ 105 ]                               |
| 138                                    | William Regal e Lance Storm (2)                                                              | 1                                     | 6 de janeiro de 2003                  | 13                                    | Phoenix, AZ                           | Raw                                   | | [ 106 ]                               |
| 139                                    | The Dudley Boyz                                                                              | 7                                     | 19 de janeiro de 2003                 | 1                                     | Boston, MA                            | Royal Rumble (2003)                   | | [ 107 ]                               |
| 140                                    | William Regal (2) e Lance Storm (3)                                                          | 2                                     | 20 de janeiro de 2003                 | 63                                    | Providence, RI                        | Raw                                   | | [ 108 ]                               |
| -                                      | Vago                                                                                         | -                                     | 24 de março de 2003                   | 0                                     | Sacramento, CA                        | Raw                                   | Vago devido a uma lesão de Regal. | [ 109 ]                               |
| 141                                    | Chief Morley e Lance Storm (4)                                                               | 1                                     | 24 de março de 2003                   | 7                                     | Sacramento, CA                        | Raw                                   | Morley deu os títulos a si mesmo e a Storm. | [ 109 ]                               |
| 142                                    | Kane (8) e Rob Van Dam                                                                       | 1                                     | 31 de março de 2003                   | 76                                    | Seattle, WA                           | Raw                                   | Foi uma Three-Way Elimination match também envolvendo os Dudley Boyz. | [ 110 ]                               |
| 143                                    | La Résistance (René Duprée e Sylvain Grenier)                                                | 1                                     | 15 de junho de 2003                   | 98                                    | Houston, TX                           | Bad Blood (2003)                      | | [ 111 ]                               |
| 144                                    | The Dudley Boyz                                                                              | 8                                     | 21 de setembro de 2003                | 84                                    | Hershey, PA                           | Unforgiven (2003)                     | Foi uma Handicap Tables match onde Robért Conway se aliou à La Résistance. | [ 112 ]                               |
| 145                                    | Evolution (Batista e Ric Flair)                                                              | 1                                     | 14 de dezembro de 2003                | 64                                    | Orleo, FL                             | Armageddon (2003)                     | Foi uma Tag Team Turmoil match também envolvendo Robért Conway e René Duprée, Hurricane e Rosey, Mark Jindrak e Garrison Cade, Val Venis e Lance Storm e Test e Scott Steiner. | [ 113 ]                               |
| 146                                    | Booker T (3) e Rob Van Dam (2)                                                               | 1                                     | 16 de fevereiro de 2004               | 35                                    | Bakersfield, CA                       | Raw                                   | | [ 114 ]                               |
| 147                                    | Evolution (Batista e Ric Flair)                                                              | 2                                     | 22 de março de 2004                   | 28                                    | Detroit, MI                           | Raw                                   | | [ 115 ]                               |
| 148                                    | Chris Benoit (2) e Edge (9)                                                                  | 1                                     | 19 de abril de 2004                   | 42                                    | Calgary, AB                           | Raw                                   | | [ 116 ]                               |
| 149                                    | La Résistance (Robért Conway e Sylvain Grenier (2))                                          | 2                                     | 31 de maio de 2004                    | 141                                   | Montreal, QC                          | Raw                                   | | [ 117 ]                               |
| 150                                    | Chris Benoit (3) e Edge (10)                                                                 | 2                                     | 19 de outubro de 2004                 | 13                                    | Milwaukee, WI                         | Taboo Tuesday (2004)                  | Benoit e Edge foram colocados na luta por não terem vencido as votações para as lutas pelos World Championships. | [ 118 ]                               |
| 151                                    | La Résistance (Robért Conway (2) e Sylvain Grenier (3))                                      | 3                                     | 1 de novembro de 2004                 | 14                                    | Peoria, IL                            | Raw                                   | | [ 119 ]                               |
| 152                                    | Eugene e William Regal (3)                                                                   | 1                                     | 15 de novembro de 2004                | 62                                    | Indianapolis, IN                      | Raw                                   | Foi uma Three-Way Elimination match também envolvendo Rhyno e Tajiri. | [ 120 ]                               |
| 153                                    | La Résistance (Robért Conway (3) e Sylvain Grenier (4))                                      | 4                                     | 16 de janeiro de 2005                 | 19                                    | Winnipeg, MB                          | Evento ao vivo                        | Jonathan Coachman substituiu Eugene na luta por uma lesão. | [ 121 ]                               |
| 154                                    | William Regal (4) e Tajiri                                                                   | 1                                     | 4 de fevereiro de 2005                | 86                                    | Saitama, Japan                        | Raw                                   | Exibido em 7 de fevereiro de 2005. | [ 122 ]                               |
| 155                                    | The Hurricane (2) e Rosey                                                                    | 1                                     | 1 de maio de 2005                     | 140                                   | Manchester, NH                        | Backlash (2005)                       | Foi uma Tag Team Turmoil match também envolvendo The Heart Throbs, Simon Dean e Maven e Robért Conway e Sylvain Grenier. | [ 123 ]                               |
| 156                                    | Lance Cade e Trevor Murdoch                                                                  | 1                                     | 18 de setembro de 2005                | 44                                    | Oklahoma City, OK                     | Unforgiven (2005)                     | | [ 124 ]                               |
| 157                                    | The Big Show (3) e Kane (9)                                                                  | 1                                     | 1 de novembro de 2005                 | 153                                   | San Diego, CA                         | Taboo Tuesday (2005)                  | Big Show e Kane foram colocados na luta por não terem vencido as votações para as lutas pelos World Championships. | [ 125 ]                               |
| 158                                    | The Spirit Squad (Johnny, Kenny, Mikey, Mitch e Nicky)                                       | 1                                     | 3 de abril de 2006                    | 216                                   | Rosemont, IL                          | Raw                                   | Kenny e Mikey venceram a luta, mas o grupo todo foi considerado campeão pela regra dos Freebirds. | [ 126 ]                               |
| 159                                    | Ric Flair (3) e Roddy Piper                                                                  | 1                                     | 5 de novembro de 2006                 | 8                                     | Cincinnati, OH                        | Cyber Sunday (2006)                   | Piper foi votado para estar na luta. | [ 127 ]                               |
| 160                                    | Rated-RKO (Edge (11) e Randy Orton)                                                          | 1                                     | 13 de novembro de 2006                | 77                                    | Manchester, Engle                     | Raw                                   | | [ 128 ]                               |
| 161                                    | John Cena e Shawn Michaels (4)                                                               | 1                                     | 29 de janeiro de 2007                 | 63                                    | Dallas, TX                            | Raw                                   | | [ 129 ]                               |
| 162                                    | The Hardys (Matt Hardy e Jeff Hardy)                                                         | 6                                     | 2 de abril de 2007                    | 63                                    | Dayton, OH                            | Raw                                   | Foi a segunda 10-Team Battle Royal. | [ 130 ]                               |
| 163                                    | Lance Cade e Trevor Murdoch                                                                  | 2                                     | 4 de junho de 2007                    | 93                                    | Tampa, FL                             | Raw                                   | | [ 131 ]                               |
| 164                                    | Paul London e Brian Kendrick                                                                 | 1                                     | 5 de setembro de 2007                 | 3                                     | Cidade do Cabo                        | Evento ao vivo                        | | [ 132 ]                               |
| 165                                    | Lance Cade e Trevor Murdoch                                                                  | 3                                     | 8 de setembro de 2007                 | 93                                    | Joanesburgo                           | Evento ao vivo                        | | [ 133 ]                               |
| 166                                    | Hardcore Holly (3) e Cody Rhodes                                                             | 1                                     | 10 de dezembro de 2007                | 202                                   | Bridgeport, CT                        | Raw 15th Anniversary                  | | [ 134 ]                               |
| 167                                    | Ted DiBiase (Jr.) e Cody Rhodes (2)                                                          | 1                                     | 29 de junho de 2008                   | 36                                    | Dallas, TX                            | Night of Champions (2008)             | Rhodes foi revelado como o parceiro secreto de DiBiase, traindo Holly e transformando a luta em uma Handicap match. | [ 135 ]                               |
| 168                                    | Batista (3) e John Cena (2)                                                                  | 1                                     | 4 de agosto de 2008                   | 7                                     | Knoxville, TN                         | Raw                                   | | [ 136 ]                               |
| 169                                    | Ted DiBiase (Jr.) (2) e Cody Rhodes (3)                                                      | 2                                     | 11 de agosto de 2008                  | 77                                    | Richmond, VA                          | Raw                                   | | [ 137 ]                               |
| 170                                    | CM Punk e Kofi Kingston                                                                      | 1                                     | 27 de outubro de 2008                 | 47                                    | Tucson, AZ                            | Raw                                   | | [ 138 ]                               |
| 171                                    | John Morrison e The Miz                                                                      | 1                                     | 13 de dezembro de 2008                | 113                                   | Hamilton, Ontario                     | Evento ao vivo                        | | [ 139 ]                               |
| Como Unified WWE Tag Team Championship |                                                                                              |                                       |                                       |                                       |                                       |                                       | |                                       |
| 172                                    | The Colóns (Carlito e Primo)                                                                 | 1                                     | 5 de abril de 2009                    | 84                                    | Houston, TX                           | WrestleMania XXV                      | Foi uma Lumberjack match para unificar o World Tag Team e o WWE Tag Team Championship. Neither championship is retired. | [ 141 ]                               |
| 173                                    | Chris Jericho (4) e Edge (12) / The Big Show (4)                                             | 1                                     | 28 de junho de 2009                   | 168                                   | Sacramento, CA                        | The Bash                              | Foi uma Triple Threat match também envolvendo The Legacy (Cody Rhodes e Ted DiBiase, Jr.). Edge sofreu uma lesão e teve que realizar cirurgia. Como resultado, Jericho escolheu Big Show como substituto. Edge e Jericho foram campeões por 28 dias, enquanto Jericho e Show, por 140. | [ 142 ]                               |
| 174                                    | D-Generation X (Triple H (2) e Shawn Michaels (5))                                           | 1                                     | 13 de dezembro de 2009                | 57                                    | San Antonio, TX                       | TLC: Tables, Ladders & Chairs         | Foi uma Tables, Ladders, e Chairs match. | [ 143 ]                               |
| 175                                    | ShowMiz (The Miz (2) e The Big Show (5))                                                     | 1                                     | 8 de fevereiro de 2010                | 77                                    | Lafayette, LA                         | Raw                                   | Foi uma Triple Threat Elimination match também envolvendo a Straight Edge Society (CM Punk e Luke Gallows). | [ 144 ]                               |
| 176                                    | The Hart Dynasty (Tyson Kidd e David Hart Smith)                                             | 1                                     | 26 de abril de 2010                   | 112                                   | Richmond, VA                          | Raw                                   | | [ 145 ]                               |

†Não há registros sobre os fins dos reinados.

## Lista dos mais longos reinados

### Por dupla

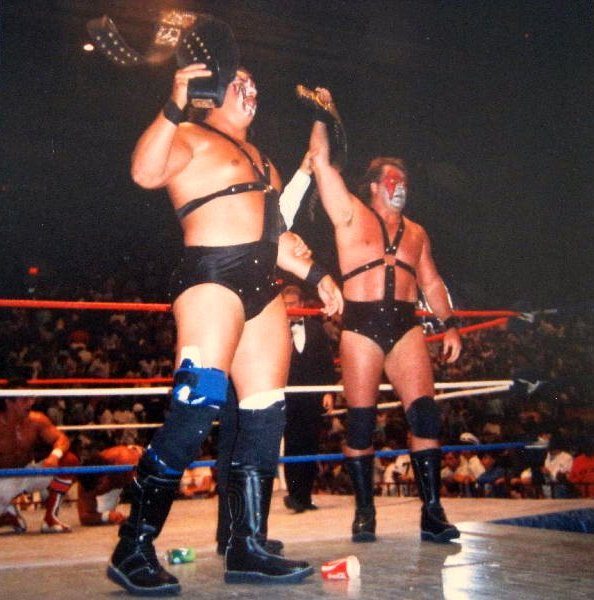
Demolition, recordistas em dias com o título.

| Posição | Dupla                                                       | # de reinados | Dias combinados |
| ------- | ----------------------------------------------------------- | ------------- | --------------- |
| 1.      | Demolition (Ax e Smash)                                     | 3             | 687             |
| 2.      | Mr. Fuji e Professor Tanaka                                 | 3             | 569             |
| 3.      | The Hart Foundation (Bret Hart e Jim Neidhart)              | 2             | 483             |
| 4.      | The New Age Outlaws (Road Dogg e Billy Gunn)                | 5             | 468             |
| 5.      | The Wild Samoans (Afa e Sika)                               | 3             | 431             |
| 6.      | Money Inc. (Ted DiBiase e I.R.S.)                           | 3             | 411             |
| 7.      | Jimmy e Johnny Valiant                                      | 1             | 370             |
| 8.      | Mr. Fuji e Mr. Saito                                        | 2             | 363             |
| 9.      | The Smoking Gunns (Billy e Bart Gunn)                       | 3             | 331             |
| 10.     | The British Bulldogs (Davey Boy Smith e Dynamite Kid)       | 1             | 294             |
| 11.     | The Dudley Boyz (Bubba Ray e D-Von)                         | 8             | 281             |
| 12.     | Adrian Adonis e Dick Murdoch                                | 1             | 279             |
| 13.     | Owen Hart e The British Bulldog                             | 1             | 245             |
| 14.     | Chief Jay Strongbow e Billy White Wolf                      | 1             | 237†            |
| 15.     | Johnny e Jerry Valiant                                      | 1             | 230             |
| 15.     | Lance Cade e Trevor Murdoch                                 | 3             | 230             |
| 16.     | Brutus Beefcake e Greg Valentine                            | 1             | 226             |
| 17.     | The Quebecers (Jacques e Pierre)                            | 3             | 216             |
| 17.     | The Spirit Squad (Kenny, Johnny, Mitch, Nicky e Mikey)      | 1             | 216             |
| 18.     | Tony Garea e Rick Martel                                    | 2             | 213             |
| 18.     | The Legion of Doom (Hawk e Animal)                          | 2             | 213             |
| 19.     | Edge e Christian                                            | 7             | 207             |
| 20.     | Hardcore Holly e Cody Rhodes                                | 1             | 202             |
| 21.     | Luke Graham e Tarzan Tyler                                  | 1             | 186             |
| 22.     | Tony Parisi e Louis Cerdan                                  | 1             | 185             |
| 23.     | Owen Hart e Yokozuna                                        | 2             | 176             |
| 24.     | Tony Garea e Dean Ho                                        | 1             | 175             |
| 25.     | La Résistance (Robért Conway e Sylvain Grenier)             | 3             | 174             |
| 26.     | Ivan Putski e Tito Santana                                  | 1             | 173             |
| 27.     | The Executioners (#1 e #2)                                  | 1             | 168             |
| 28.     | The Nasty Boys (Brian Knobbs e Jerry Sags)                  | 1             | 155             |
| 29.     | Tony Atlas e Rocky Johnson                                  | 1             | 154             |
| 30.     | Kane e The Big Show                                         | 1             | 153             |
| 31.     | Strike Force (Rick Martel e Tito Santana)                   | 1             | 152             |
| 32.     | The Hardys (Matt e Jeff)                                    | 6             | 151             |
| 33.     | Demolition (Ax, Smash e Crush)                              | 1             | 148             |
| 33.     | The Yukon Lumberjacks (Eric e Pierre)                       | 1             | 148             |
| 33.     | Chief Jay e Jules Strongbow                                 | 2             | 148             |
| 34.     | Rosey e The Hurricane                                       | 1             | 140             |
| 34.     | Jeri-Show (Chris Jericho e The Big Show)                    | 1             | 140             |
| 35.     | The US Express (Mike Rotundo e Barry Windham)               | 2             | 137             |
| 36.     | The Headshrinkers (Samu e Fatu)                             | 1             | 124             |
| 37.     | Billy e Chuck                                               | 2             | 117             |
| 38.     | Cody Rhodes e Ted DiBiase, Jr.                              | 2             | 113             |
| 38.     | John Morrison e The Miz                                     | 1             | 113             |
| 39.     | The Hart Dynasty (David Hart Smith e Tyson Kidd)            | 1             | 112             |
| 40.     | King Curtis Iaukea e Mikel Scicluna                         | 1             | 111             |
| 41.     | The Colossal Connection (André the Giant e Haku)            | 1             | 109             |
| 42.     | Tony Garea e Larry Zbyszko                                  | 1             | 105             |
| 43.     | Dominic DeNucci e Dino Bravo                                | 1             | 104             |
| 43.     | Haystacks Calhoun e Tony Garea                              | 1             | 104             |
| 44.     | La Résistance (René Dupree e Sylvain Grenier)               | 1             | 98              |
| 45.     | Evolution (Ric Flair e Batista)                             | 2             | 92              |
| 46.     | The Steiner Brothers (Rick e Scott)                         | 2             | 88              |
| 46.     | Shawn Michaels e Diesel                                     | 2             | 88              |
| 47.     | William Regal e Tajiri                                      | 1             | 86              |
| 48.     | The Natural Disasters Earthquake e Typhoon)                 | 1             | 85              |
| 49.     | The Colons (Carlito e Primo)                                | 1             | 84              |
| 50.     | The Moondogs (Rex e Spot)                                   | 1             | 81              |
| 51.     | The Acolytes/A.P.A. (Farooq e Bradshaw)                     | 3             | 79              |
| 52.     | The Iron Sheik e Nikolai Volkoff                            | 1             | 78              |
| 53.     | Rated-RKO (Edge e Randy Orton)                              | 1             | 77              |
| 53.     | ShowMiz (The Miz e Big Show)                                | 1             | 77              |
| 54.     | The Brain Busters (Arn Anderson e Tully Blanchard)          | 1             | 76              |
| 54.     | William Regal e Lance Storm                                 | 2             | 76              |
| 54.     | Kane e Rob Van Dam                                          | 1             | 76              |
| 55.     | The Blackjacks (Lanza e Mulligan)                           | 1             | 74              |
| 56.     | Kane e X-Pac                                                | 2             | 69              |
| 57.     | Dominic DeNucci e Victor Rivera                             | 1             | 67              |
| 58.     | Jeff Jarrett e Owen Hart                                    | 1             | 64              |
| 58.     | The Un-Americans (Lance Storm e Christian)                  | 1             | 64              |
| 59.     | John Cena e Shawn Michaels                                  | 1             | 63              |
| 60.     | Christian e Chris Jericho                                   | 1             | 62              |
| 60.     | Eugene e William Regal                                      | 1             | 62              |
| 61.     | Karl Gotch e Rene Goulet                                    | 1             | 57              |
| 61.     | D-Generation X (Triple H e Shawn Michaels)                  | 1             | 57              |
| 62.     | Steve Austin e Dude Love                                    | 1             | 55              |
| 62.     | Chris Benoit e Edge                                         | 2             | 55              |
| 63.     | Steve Austin e Shawn Michaels                               | 1             | 50              |
| 64.     | The Bodydonnas (Skip e Zip)                                 | 1             | 49              |
| 65.     | CM Punk e Kofi Kingston                                     | 1             | 47              |
| 66.     | The Moondogs (Rex e King)                                   | 1             | 45              |
| 67.     | Spike Dudley e Tazz                                         | 1             | 43              |
| 68.     | The Big Boss Man e Ken Shamrock                             | 1             | 42              |
| 69.     | The Brothers of Destruction (Kane e The Undertaker)         | 2             | 41              |
| 70.     | Dominic DeNucci e Pat Barrett                               | 1             | 38              |
| 71.     | Sonny King e Chief Jay Strongbow                            | 1             | 36              |
| 72.     | Booker T e Rob Van Dam                                      | 1             | 35              |
| 73.     | Right To Censor (Bull Buchanan e The Goodfather)            | 1             | 34              |
| 74.     | Kane e Mankind                                              | 2             | 33              |
| 75.     | Chris Benoit e Chris Jericho                                | 1             | 29              |
| 76.     | The Headbangers (Thrasher e Mosh)                           | 1             | 28              |
| 76.     | Edge e Chris Jericho                                        | 1             | 28              |
| 77.     | Too Cool (Scotty 2 Hotty e Grand Master Sexay)              | 1             | 27              |
| 78.     | The Two-Man Power Trip (Triple H e Stone Cold Steve Austin) | 1             | 22              |
| 78.     | Booker T e Goldust                                          | 1             | 22              |
| 79.     | The Unholy Alliance (The Undertaker e Big Show)             | 2             | 21              |
| 79.     | The Hurricane e Kane                                        | 1             | 21              |
| 80.     | Edge e Hulk Hogan                                           | 1             | 19              |
| 81.     | Rico e Rikishi                                              | 1             | 16              |
| 82.     | Steve Austin e The Undertaker                               | 1             | 15              |
| 82.     | The Rock n' Sock Connection The Rock e Mankind)             | 3             | 15              |
| 82.     | The Holly Cousins Crash Holly e Hardcore Holly)             | 1             | 15              |
| 83.     | Booker T e Test                                             | 1             | 13              |
| 84.     | Diamond Dallas Page e Chris Kanyon                          | 1             | 12              |
| 85.     | The Godwinns (Henry O. Godwinn e Phineas I. Godwinn)        | 2             | 9               |
| 86.     | Chris Jericho e The Rock                                    | 1             | 8               |
| 86.     | Ric Flair e Roddy Piper                                     | 1             | 8               |
| 87.     | 1-2-3 Kid e Marty Jannetty                                  | 1             | 7               |
| 87.     | Chief Morley e Lance Storm                                  | 1             | 7               |
| 87.     | Batista e John Cena                                         | 1             | 7               |
| 88.     | Mankind e Al Snow                                           | 1             | 6               |
| 89.     | Paul London e Brian Kendrick                                | 1             | 3               |
| 90.     | Men on a Mission (Mo e Mabel)                               | 1             | 2               |
| 91.     | Bob Backlund e Pedro Morales                                | 1             | 1               |
| 91.     | 1-2-3 Kid e Bob Holly                                       | 1             | 1               |
| 91.     | Cactus Jack e Chainsaw Charlie                              | 1             | 1               |
| 91.     | The Rock e The Undertaker                                   | 1             | 1               |

### Por lutador

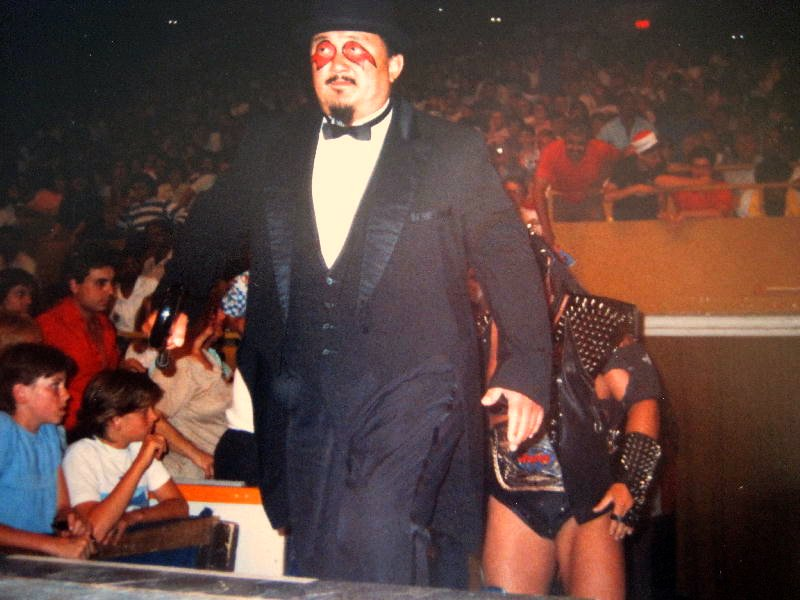
Mr. Fuji, recordista em dias com o título.

| Posição | Lutador                             | # de reinados | Dias combinados |
| ------- | ----------------------------------- | ------------- | --------------- |
| 1.      | Mr. Fuji                            | 5             | 932             |
| 2.      | Billy Gunn                          | 10            | 916             |
| 3.      | Ax                                  | 3             | 698             |
| 3.      | Smash                               | 3             | 698             |
| 4.      | Johnny Valiant                      | 2             | 600             |
| 5.      | Tony Garea                          | 5             | 597             |
| 6.      | Professor Tanaka                    | 3             | 569             |
| 7.      | Mike Rotundo/I.R.S                  | 5             | 548             |
| 8.      | Davey Boy Smith/The British Bulldog | 2             | 539             |
| 9.      | Owen Hart                           | 4             | 484             |
| 10.     | Bret Hart                           | 2             | 483             |
| 10.     | Jim Neidhart                        | 2             | 483             |
| 11.     | Road Dogg                           | 5             | 468             |
| 12.     | Afa                                 | 3             | 431             |
| 12.     | Sika                                | 3             | 431             |
| 13.     | Chief Jay Strongbow                 | 4             | 421¤            |
| 14.     | Ted DiBiase                         | 3             | 411             |
| 15.     | Kane                                | 9             | 393             |
| 16.     | The Big Show                        | 5             | 391             |
| 17.     | Edge                                | 12            | 385             |
| 18.     | Jimmy Valiant                       | 1             | 370             |
| 19.     | Rick Martel                         | 3             | 365             |
| 20.     | Mr. Saito                           | 2             | 363             |
| 21.     | Christian                           | 9             | 332             |
| 22.     | Bart Gunn                           | 3             | 331             |
| 23.     | Tito Santana                        | 2             | 325             |
| 24.     | Cody Rhodes                         | 3             | 315             |
| 25.     | Dynamite Kid                        | 1             | 294             |
| 26.     | Bubba Ray Dudley                    | 8             | 281             |
| 26.     | D-Von Dudley                        | 8             | 281             |
| 27.     | Adrian Adonis                       | 1             | 279             |
| 27.     | Dick Murdoch                        | 1             | 279             |
| 28.     | Sylvain Grenier                     | 4             | 272             |
| 29.     | Chris Jericho                       | 5             | 267             |
| 30.     | Shawn Michaels                      | 5             | 257             |
| 31.     | Billy White Wolf                    | 1             | 237             |
| 32.     | Jerry Valiant                       | 1             | 230             |
| 32.     | Trevor Murdoch                      | 3             | 230             |
| 32.     | Lance Cade                          | 3             | 230             |
| 33.     | Brutus Beefcake                     | 1             | 226             |
| 33.     | Greg Valentine                      | 1             | 226             |
| 34.     | William Regal                       | 4             | 224             |
| 35.     | Bob Holly/Hardcore Holly            | 3             | 218             |
| 36.     | Pierre                              | 3             | 216             |
| 36.     | Jacques                             | 3             | 216             |
| 36.     | Johnny                              | 1             | 216             |
| 36.     | Kenny                               | 1             | 216             |
| 36.     | Mikey                               | 1             | 216             |
| 36.     | Mitch                               | 1             | 216             |
| 36.     | Nicky                               | 1             | 216             |
| 37.     | Animal                              | 2             | 213             |
| 37.     | Hawk                                | 2             | 213             |
| 38.     | Dominic DeNucci                     | 2             | 209             |
| 39.     | The Miz                             | 2             | 190             |
| 40.     | Luke Graham                         | 1             | 186             |
| 40.     | Tarzan Tyler                        | 1             | 186             |
| 41.     | Louis Cerdan                        | 1             | 185             |
| 41.     | Tony Parisi                         | 1             | 185             |
| 42.     | Yokozuna                            | 2             | 175             |
| 42.     | Dean Ho                             | 1             | 175             |
| 43.     | Robért Conway                       | 3             | 174             |
| 44.     | Ivan Putski                         | 1             | 173             |
| 45.     | Executioner #1                      | 1             | 168             |
| 45.     | Executioner #2                      | 1             | 168             |
| 46.     | The Hurricane                       | 2             | 161             |
| 47.     | Brian Knobbs                        | 1             | 155             |
| 47.     | Jerry Sags                          | 1             | 155             |
| 48.     | Tony Atlas                          | 1             | 154             |
| 48.     | Rocky Johnson                       | 1             | 154             |
| 49.     | Matt Hardy                          | 6             | 151             |
| 49.     | Jeff Hardy                          | 6             | 151             |
| 50.     | Yukon Pierre                        | 1             | 148             |
| 50.     | Yukon Eric                          | 1             | 148             |
| 50.     | Jules Strongbow                     | 2             | 148             |
| 50.     | Crush                               | 1             | 148             |
| 51.     | Lance Storm                         | 4             | 147             |
| 52.     | Steve Austin                        | 4             | 141             |
| 53.     | Rosey                               | 1             | 140             |
| 54.     | Barry Windham                       | 2             | 137             |
| 55.     | Rex                                 | 1             | 126             |
| 56.     | Fatu                                | 1             | 124             |
| 56.     | Samu                                | 1             | 124             |
| 57.     | Chuck                               | 2             | 117             |
| 58.     | Ted DiBiase, Jr.                    | 2             | 113             |
| 58.     | John Morrison                       | 1             | 113             |
| 59.     | David Hart Smith                    | 1             | 112             |
| 59.     | Tyson Kidd                          | 1             | 112             |
| 60.     | King Curtis Iaukea                  | 1             | 111             |
| 60.     | Mikel Scicluna                      | 1             | 111             |
| 60.     | Rob Van Dam                         | 2             | 111             |
| 61.     | Dude Love/Cactus Jack/Mankind       | 8             | 110             |
| 62.     | André the Giant                     | 1             | 109             |
| 62.     | Haku                                | 1             | 109             |
| 63.     | Larry Zbyszko                       | 1             | 105             |
| 64.     | Haystacks Calhoun                   | 1             | 104             |
| 64.     | Dino Bravo                          | 1             | 104             |
| 65.     | Ric Flair                           | 3             | 100             |
| 66.     | Batista                             | 3             | 99              |
| 67.     | René Duprée                         | 1             | 98              |
| 68.     | Rick Steiner                        | 2             | 88              |
| 68.     | Scott Steiner                       | 2             | 88              |
| 68.     | Diesel                              | 2             | 88              |
| 69.     | Taijiri                             | 1             | 86              |
| 70.     | Earthquake                          | 1             | 85              |
| 70.     | Typhoon                             | 1             | 85              |
| 71.     | Chris Benoit                        | 3             | 84              |
| 71.     | Carlito                             | 3             | 84              |
| 71.     | Primo                               | 3             | 84              |
| 72.     | Spot                                | 1             | 81              |
| 73.     | Bradshaw                            | 3             | 79              |
| 73.     | Faarooq                             | 3             | 79              |
| 73.     | Triple H                            | 2             | 79              |
| 74.     | The Iron Sheik                      | 1             | 78              |
| 74.     | Nikolai Volkoff                     | 1             | 78              |
| 74.     | The Undertaker                      | 6             | 78              |
| 75.     | The 1-2-3 Kid/X-Pac                 | 4             | 77              |
| 75.     | Randy Orton                         | 1             | 77              |
| 76.     | Arn Anderson                        | 1             | 76              |
| 76.     | Tully Blanchard                     | 1             | 76              |
| 77.     | Blackjack Mulligan                  | 1             | 74              |
| 77.     | Blackjack Lanza                     | 1             | 74              |
| 78.     | Booker T                            | 3             | 70              |
| 78.     | John Cena                           | 2             | 70              |
| 79.     | Victor Rivera                       | 1             | 67              |
| 80.     | Jeff Jarrett                        | 1             | 64              |
| 81.     | Eugene                              | 1             | 62              |
| 82.     | Karl Gotch                          | 1             | 57              |
| 82.     | Rene Goulet                         | 1             | 57              |
| 83.     | Skip                                | 1             | 49              |
| 83.     | Zip                                 | 1             | 49              |
| 84.     | CM Punk                             | 1             | 47              |
| 84.     | Kofi Kingston                       | 1             | 47              |
| 85.     | King                                | 1             | 45              |
| 86.     | Spike Dudley                        | 1             | 43              |
| 86.     | Tazz                                | 1             | 43              |
| 87.     | The Big Boss Man                    | 1             | 42              |
| 87.     | Ken Shamrock                        | 1             | 42              |
| 88.     | Pat Barrett                         | 1             | 38              |
| 89.     | Sonny King                          | 1             | 36              |
| 90.     | Bull Buchanan                       | 1             | 34              |
| 90.     | The Goodfather                      | 1             | 34              |
| 91.     | Mosh                                | 1             | 28              |
| 91.     | Trasher                             | 1             | 28              |
| 92.     | Grand Master Sexay                  | 1             | 27              |
| 92.     | Scotty 2 Hotty                      | 1             | 27              |
| 93.     | The Rock                            | 5             | 24              |
| 94.     | Goldust                             | 1             | 22              |
| 95.     | Hulk Hogan                          | 1             | 19              |
| 96.     | Rico                                | 1             | 16              |
| 96.     | Rikishi                             | 1             | 16              |
| 97.     | Crash Holly                         | 1             | 15              |
| 98.     | Test                                | 1             | 13              |
| 99.     | Diamond Dallas Page                 | 1             | 12              |
| 99.     | Kanyon                              | 1             | 12              |
| 100.    | Henry O. Godwinn                    | 2             | 9               |
| 100.    | Phineas I. Godwinn                  | 2             | 9               |
| 101.    | Roddy Piper                         | 1             | 8               |
| 102.    | Marty Jannetty                      | 1             | 7               |
| 102.    | Chief Morley                        | 1             | 7               |
| 103.    | Al Snow                             | 1             | 6               |
| 104.    | Paul London                         | 1             | 3               |
| 104.    | Brian Kendrick                      | 1             | 3               |
| 105.    | Mabel                               | 1             | 2               |
| 105.    | Mo                                  | 1             | 2               |
| 106.    | Bob Backlund                        | 1             | 1               |
| 106.    | Pedro Morales                       | 1             | 1               |
| 106.    | Chainsaw Charlie                    | 1             | 1               |